# جامع بانقوسا
جامع بانقوسا جامع أثري يقع في محلة بانقوسا، تغلب الصبغة المملوكية على أغلب عناصره المعمارية، وتعتبر مئذنته أحد أهم أثاره